# سقوط مرسية

موقع مرسية في أسبانيا

وهو السقوط الذي لم يأت بعد قتال ولا حصار، أو شدة ومعاناة وبذل جهد واستفراغ واسع، بل جاء سلمًا وطواعية من أهل مرسية الذين غلبهم الخور والضعف وإيثار السلامة، وكانت مرسية إحدى قواعد شرق الأندلس الكبرى، وكانت مرسية وبلنسية ودانية وجزر البليار تشكل في مجموعها الجزء الشرقي لدولة الإسلام بالأندلس .
وكانت ممالك الإسبان الثلاثة متفقة فيما بينها على الجزء الذي ستلتهمه من دولة الإسلام في الأندلس وذلك على الوجه التالي:
- مملكة اراجون؛ شرق الأندلس .
- مملكة قشتالة «أقوى الممالك»؛ وسط الأندلس.
- مملكة ليون «البرتغال بعد ذلك»؛ غرب الأندلس .

طائفة مرسية عام 1037م تقريبًا

ومع ضعف دولة الموحدين في الأندلس بعد معركة العقاب سنة 609هـ، بدأت هذه الممالك الثلاثة في تنفيذ مخططاتها التي أسبغت عليهم صفة القداسة وعرفت باسم حرب الاسترداد وباركها بابا روما.
وكانت مرسية تقع في شرق الأندلس أي ضمن دائرة طموحات خايمي الأول ملك أراغون وكان يضطرم بروح صليبية خالصة، وقد استطاع هذا الرجل أن يستولي على معظم قواعد شرق الأندلس، وقد توج ذلك بالاستيلاء على بلنسية الكبرى في صفر سنة 636هـ، وكان لسقوطها دوي كبير في الأندلس كلها، وكان أهل مرسية أشد الناس تأثرًا بذلك، فقد شعروا أن الدور عليهم، وأن المآسي المروعة التي حدثت لأهل بلنسية ستكرر عندهم، ففكروا في سبل النجاة من عدوان خايمي عليهم واضطربت أوضاعهم الداخلية، فتارة دخلوا في طاعة محمد بن يوسف بن هود، وتارة في طاعة الحفصيين في تونس، وتارة في طاعة محمد بن يوسف بن نصر المعروف بابن الاحمر صاحب غرناطة، وكل مرة لا يرضون بمن يدخلون في طاعته ويشعرون أنه سوف لا يحميهم من عدوان الصليبيين، وفي النهاية قرروا القيام بأعجب صلح في تاريخ الأندلس، حيث طلبوا من فرناندو الثالث ملك قشتالة أن يدخلوا في طاعته نظير أن يدفعوا له الجزية على أن يقوم فرناندو الثالث بوضع حامية صليبية قوية داخل مرسية تحميهم من عدوان الأرجوانيين، وبالفعل تسلم ملك قشتالة مدينة مرسية العريقة في 10 شوال سنة 640 هـ الموافق 2 من إبريل 1243م ومن رأى يومًا من يستجير بذئب ليحميه من ذئب آخر، ولكنها أصبحت بعد ذلك سنة ماضية حتى تاريخنا الحاضر.

## وصلات خارجية
- موقع قصة الإسلام
- المعرفة